# خونة (ردمان)

تعديل مصدري - تعديل

خونة هي إحدى قرى عزلة المريه بني مر بمديرية ردمان التابعة لمحافظة البيضاء، بلغ تعداد سكانها 495 نسمة حسب تعداد اليمن لعام 2004.